# Roman Mazurkiewicz
Roman Marek Mazurkiewicz (ur. 1 grudnia 1954 w Tarnowie) – polski historyk literatury polskiej.

## Życiorys
Zajmuje się literaturą staropolską, zwłaszcza średniowieczną, edytorstwem zabytków najstarszego piśmiennictwa polskiego, średniowieczną mariologią, hymnografią i ikonografią. Habilitował się w 2002 na podstawie pracy pt. Polskie średniowieczne pieśni maryjne. Studia filologiczne. Tytuł profesora nauk humanistycznych uzyskał w 2012. Był kierownikiem Katedry Literatury Staropolskiej i Oświeceniowej oraz Katedry Literatury Dawnej i Edytorstwa w Instytucie Filologii Polskiej Uniwersytetu Pedagogicznego w Krakowie (obecnie Uniwersytet Komisji Edukacji Narodowej). Od roku 2013 członek korespondent, a od 2021 członek czynny Polskiej Akademii Umiejętności, w latach 2014–2018 sekretarz Wydziału I Filologicznego PAU, a od roku 2022 wicedyrektor tego Wydziału. Jest popularyzatorem dawnej kultury i literatury w edukacji polonistycznej.
Pod pseudonimem „Marek Burski” prowadzi autorski kanał poetycko-muzyczny na platformie YouTube.
Odznaczony Medalem Komisjii Edukacji Narodowej (2006) oraz Krzyżem Wolności i Solidarności (2012).
Stworzył i redaguje internetowe serwisy naukowo-edukacyjne: 
- Staropolska;
- Meliton. Mediewistyka Literacka Online;
- Mikołaj Rej 2005.

## Wybrane publikacje
- Cywilizacja więzienna. Wypisy literackie. Część I: Świadectwa rosyjskie, Warszawa 1984 (pod pseudonimem Marek Burski).
- Więźniowie nocy. Wypisy z polskiej literatury łagrowej, Kraków 1991.
- "Bóg się rodzi...". 100 najpiękniejszych kolęd i pastorałek, Kraków 1992.
- Tradycja świętojańska w literaturze staropolskiej, Kraków 1993.
- Deesis. Idea wstawiennictwa Bogarodzicy i św. Jana Chrzciciela w kulturze średniowiecznej, Kraków 1994.
- Zrozumieć średniowiecze. Wypisy, konteksty i materiały literackie, Tarnów 1994.
- Kultura średniowiecza i renesansu. Materiały z dziejów sztuki - dla liceów, Warszawa 1998.
- Szkolny słownik literatury staropolskiej, pod red. M. Pytasza, Katowice 1999 (wraz z J. Golińskim i P. Wilczkiem).
- "Jaśniejsza tysiąc nad słońce...". Pieśni i modlitwy maryjne z Kancjonału kórnickiego,  2000.
- Teksty o Matce Bożej. Polskie średniowiecze, Niepokalanów 2000.
- Literatura staropolska. Wybór tekstów. T. 1: Poezja, oprac. P. Borek i R. Mazurkiewicz, Kraków 2002.
- Korona Dziewicy Maryi. Antologia polskich średniowiecznych pieśni maryjnych, wybór, opracowanie i tłumaczenie R. Mazurkiewicz i M.J. Mikoś. The Virgin Mary's Crown. A Bilingual Anthology of Medieval Polish Marian Poetry, selected, edited, and translated by R. Mazurkiewicz and M.J. Mikoś, Kraków 2002.
- Polskie średniowieczne pieśni maryjne. Studia filologiczne, Kraków 2002.
- Starożytność - średniowiecze. Antologia. Klasa I, Warszawa 2003.
- "Wiadomych rzeczy pospolita śpiżarnia". Staropolska mądrość w sentencjach, przysłowiach i cytatach (od "Bogurodzicy" do Kochanowskiego), zebrał i opracował R. Mazurkiewicz, rysunkami ochędożył W. Turdza, 2004.
- Prorok na skale. Myśli Jerzego Nowosielskiego, wybrali i opracowali R. Mazurkiewicz i W. Podrazik, Kraków 2007.
- Przedziwna Matka Stworzyciela Swego. Antologia dawnej polskiej poezji maryjnej, Warszawa 2008.
- Jacek Mijakowski, Kokosz panom krakowianom w kazaniu za kolędę dana, oprac. R. Mazurkiewicz, Warszawa 2008.
- Kazanie na dzień Wszech Świętych (tzw. praskie). Wstęp: R. Mazurkiewicz i W. Wydra. Komentarz źródłowy: R. Mazurkiewicz i P. Stępień. Transliteracja: W. Wydra we współpracy z W. Twardzikiem. Transkrypcja: E. Belcarzowa i W. Twardzik we współpracy z R. Mazurkiewiczem i W. Wydrą. Poznań 2008.
- Grzegorz Czaradzki, Rytmy o porodzeniu przenaczystszym Bogarodzice Panny Maryjej, wydali i opracowali R. Mazurkiewicz i E. Buszewicz, Warszawa 2009.
- Andrzej Wolan, De libertate politica seu civili libellus lectu non indignus / O wolności rzeczypospolitej albo ślacheckiej książka godna ku czytaniu, tłum. Stanisław Dubingowicz, wyd. M. Eder i R. Mazurkiewicz, Warszawa 2010.
- Z dawnej literatury maryjnej. Zarysy i zbliżenia, Kraków 2011.
- Stanisław Dobiński, Świt wierszów na święta Najświętszej Maryi Panny światu wydany, Warszawa 2011.
- Kazania maryjne, wydali i opracowali R. Mazurkiewicz i K. Panuś, Kraków 2014.
- George Buchanan, Baptistes, sive Calumnia; Walenty Maciej Tepper, Wiersz smutny, śmierć męczeńską świętego Jana Chrzciciela wyrażający, wydali i opracowali Elwira Buszewicz i Roman Mazurkiewicz, Lublin 2016.
- Jan Aleksander Koreywa, Utwory okolicznościowe, oprac. Piotr Borek i Roman Mazurkiewicz, Warszawa 2017.
- Wacek, czyli przypisy do konterfektu Profesora Wacława Twardzika, oprac. Roman Mazurkiewicz, Kraków 2017.
- Wespazjan Kochowski, Ogród Panieński, wyd. Roman Mazurkiewicz i Wiesław Pawlak, Warszawa 2019, Instytut Badań Literackich PAN (Biblioteka Pisarzy Staropolskich, t. 47),